# اينكبن كامن (باركشير)
اينكبن كامن (بالإنجليزية: Inkpen Common)‏ هي قرية تقع في المملكة المتحدة في جنوب شرق إنجلترا.